# Pac-Man (série)
Pac-Man é uma série de jogos eletrônicos criada pelo designer japonês Tōru Iwatani e feita pelo estúdio de Tóquio, Japão, da Namco, atual Bandai Namco Entertainment. O objetivo da maioria dos jogos da série é percorrer um labirinto, comendo pontos, pontos energizantes e frutas e fugindo de quatro fantasmas, chamados Blinky (ciano), Pinky (rosa), Inky (vermelho) e Clyde (laranja). Alguns jogos da série inclui um gênero diferente dos outros jogos, como plataforma, corrida, party e outros.

## Jogos eletrônicos
| 1980 | Pac-Man                                                                         |
| 1981 |                                                                                 |
| 1982 | Ms. Pac-Man Mr. & Mrs. Pac-Man Super Pac-Man Baby Pac-Man                       |
| 1983 | Pac-Man Plus Pac & Pal Professor Pac-Man Jr. Pac-Man                            |
| 1984 | Pac-Land                                                                        |
| 1985 |                                                                                 |
| 1986 |                                                                                 |
| 1987 |                                                                                 |
| 1988 |                                                                                 |
| 1989 |                                                                                 |
| 1990 |                                                                                 |
| 1991 |                                                                                 |
| 1992 |                                                                                 |
| 1993 | Pac-Attack                                                                      |
| 1994 | Pac-Man 2: The New Adventures                                                   |
| 1995 | Pac-In-Time                                                                     |
| 1996 | Pac-Man Arrangement Pac-Man VR                                                  |
| 1997 |                                                                                 |
| 1998 |                                                                                 |
| 1999 | Pac-Man World                                                                   |
| 2000 | Ms. Pac-Man Maze Madness Pac-Man: Adventures in Time                            |
| 2001 | Ms. Pac-Man: Quest for the Golden Maze                                          |
| 2002 | Pac-Man All-Stars Pac-Man Fever Pac-Man World 2                                 |
| 2003 | Pac-Man Vs.                                                                     |
| 2004 |                                                                                 |
| 2005 | Pac-Man Arrangement Pac-Pix Pac-Man Pinball Advance Pac 'n Roll Pac-Man World 3 |
| 2006 | Pac-Man World Rally                                                             |
| 2007 | Pac-Man Championship Edition                                                    |
| 2008 |                                                                                 |
| 2009 |                                                                                 |
| 2010 | Pac-Man Championship Edition DX Pac-Man Party                                   |
| 2011 | Pac-Man Battle Royale Pac-Man Tilt                                              |
| 2012 |                                                                                 |
| 2013 | Pac-Man Chomp Mania Pac-Man and the Ghostly Adventures                          |
| 2014 | Pac-Man and the Ghostly Adventures 2                                            |
| 2015 | World's Largest Pac-Man                                                         |
| 2016 | Pac-Man 256 Pac-Man Championship Edition 2                                      |
| 2017 |                                                                                 |
| 2018 |                                                                                 |
| 2019 |                                                                                 |
| 2020 | Pac-Man Mega Tunnel Battle                                                      |
| 2021 | Pac-Man 99                                                                      |
| 2022 | Pac-Man Battle Royale Chompionship Pac-Man World Re-Pac                         |
| 2023 |                                                                                 |
| 2024 | Pac-Man Mega Tunnel Battle: Chomp Champs                                        |
| 2025 | Shadow Labyrinth                                                                |

A série Pac-Man contém mais de 70 jogos eletrônicos, incluindo portes para outras plataformas. Confira alguns deles:

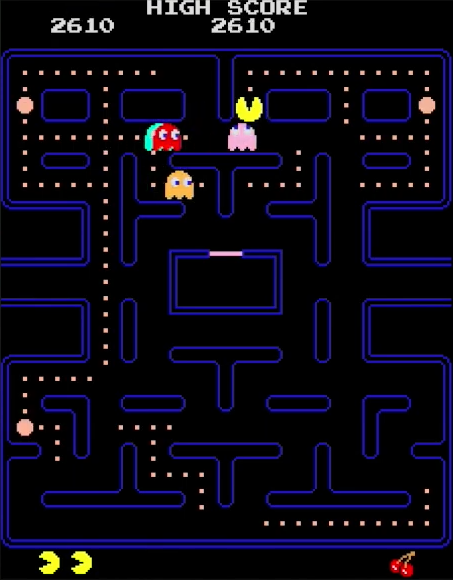
Gameplay de Pac-Man

| Jogos eletrônicos                        | Lançamento | Desenvolvedora(s)                                | Detalhes                                                           |
| ---------------------------------------- | ---------- | ------------------------------------------------ | ------------------------------------------------------------------ |
| Pac-Man                                  | 1980       | Namco                                            | Arcade                                                             |
| Pac-Man                                  | 1982       | Atari                                            | Atari 2600                                                         |
| Ms. Pac-Man                              | 1982       | General Computer Corporation                     | Arcade                                                             |
| Mr. & Mrs. Pac-Man                       | 1982       | Midway                                           | Pinball                                                            |
| Super Pac-Man                            | 1982       | Namco                                            | Arcade                                                             |
| Baby Pac-Man                             | 1982       | Midway                                           | Pinball                                                            |
| Pac-Man Plus                             | 1983       | Midway                                           | Arcade                                                             |
| Pac & Pal                                | 1983       | Namco                                            | Arcade                                                             |
| Professor Pac-Man                        | 1983       | Midway                                           | Arcade                                                             |
| Jr. Pac-Man                              | 1983       | General Computer Corporation                     | Arcade                                                             |
| Pac-Land                                 | 1984       | Namco                                            | Arcade                                                             |
| Pac-Mania                                | 1987       | Namco                                            | Arcade                                                             |
| Pac-Attack                               | 1993       | Namco                                            | Mega Drive, SNES                                                   |
| Pac-Man 2: The New Adventures            | 1994       | Namco                                            | Mega Drive, SNES                                                   |
| Pac-In-Time                              | 1995       | Atreid Concept                                   | SNES, Game Boy                                                     |
| Pac-Man Arrangement                      | 1996       | Namco                                            | Arcade                                                             |
| Pac-Man VR                               | 1996       | Midway                                           | Arcade                                                             |
| Pac-Man World                            | 1999       | Namco Hometek                                    | Playstation, Game Boy Advance                                      |
| Ms. Pac-Man Maze Madness                 | 2000       | Namco Hometek                                    | Playstation, Nintendo 64, Dreamcast                                |
| Pac-Man: Adventures in Time              | 2000       | Creative Asylum, Mind's Eye Productions          | Microsoft Windows                                                  |
| Ms. Pac-Man: Quest for the Golden Maze   | 2001       | Creature Labs                                    | Microsoft Windows                                                  |
| Pac-Man All-Stars                        | 2002       | Creature Labs                                    | Microsoft Windows                                                  |
| Pac-Man Fever                            | 2002       | Mass Media Inc.                                  | GameCube, Playstation 2                                            |
| Pac-Man World 2                          | 2002       | Namco Hometek                                    | GameCube, Playstation 2                                            |
| Pac-Man Vs.                              | 2003       | Nintendo EAD                                     | GameCube, Nintendo DS (2007)                                       |
| Pac-Man Arrangement                      | 2005       | Namco                                            | Playstation Portable                                               |
| Pac-Pix                                  | 2005       | Namco                                            | Nintendo DS                                                        |
| Pac-Man Pinball Advance                  | 2005       | Human Soft                                       | Game Boy Advance                                                   |
| Pac 'n Roll                              | 2005       | Namco                                            | Nintendo DS                                                        |
| Pac-Man World 3                          | 2005       | Blitz Games                                      | PlayStation 2, GameCube, Xbox                                      |
| Pac-Man World Rally                      | 2006       | Smart Bomb Interactive                           | PlayStation 2, PlayStation Portable, GameCube                      |
| Pac-Man Championship Edition             | 2007       | Namco Bandai Games                               | Xbox Live Arcade                                                   |
| Pac-Man Championship Edition DX          | 2010       | Mine Loader Software, Namco Bandai Games         | Xbox Live Arcade, PlayStation Network                              |
| Pac-Man Party                            | 2010       | Tose                                             | Wii, Nintendo 3Ds                                                  |
| Pac-Man Battle Royale                    | 2011       | Namco Bandai Games                               | Arcade                                                             |
| Pac-Man Tilt                             | 2011       | Namco Bandai Games                               | Nintendo 3Ds                                                       |
| Pac-Man Chomp Mania                      | 2013       | Raw Thrills                                      | Arcade                                                             |
| Pac-Man and the Ghostly Adventures       | 2013       | Monkey Bar Games                                 | Playstation 3, WiiU, Xbox 360                                      |
| Pac-Man and the Ghostly Adventures 2     | 2014       | Monkey Bar Games                                 | Playstation 3, WiiU, Xbox 360                                      |
| World's Largest Pac-Man                  | 2015       | Namco                                            | Arcade                                                             |
| Pac-Man 256                              | 2016       | 3 Sprockets, Hipster Whale, Bandai Namco Studios | Microsoft Windows, PlayStation 4, Xbox One                         |
| Pac-Man Championship Edition 2           | 2016       | Bandai Namco Studios                             | Microsoft Windows, PlayStation 4, Xbox One                         |
| Pac-Man Mega Tunnel Battle               | 2020       | Heavy Iron Studios                               | Stadia                                                             |
| Pac-Man 99                               | 2021       | Arika                                            | Nintendo Switch                                                    |
| Pac-Man Battle Royale Chompionship       | 2022       | Namco                                            | Arcade                                                             |
| Pac-Man World Re-Pac                     | 2022       | Namco                                            | PlayStation 4, PlayStation 5, Xbox Series X/S                      |
| Pac-Man Mega Tunnel Battle: Chomp Champs | 2024       | Namco                                            | PlayStation 4, PlayStation 5, Xbox Series X/S                      |
| Shadow Labyrinth                         | 2025       | Bandai Namco Studios                             | PlayStation 5, Xbox Series X/S, Nintendo Switch, Nintendo Switch 2 |

#### Pac-Man(1980)
Lançado em 1980, foi o primeiro jogo da série. No jogo, você controla Pac-Man e precisa coletar pequenas bolinhas brancas em um labirinto, além de precisar fugir de quatro fantasmas. Pac-Man também pode coletar frutas e chaves que aparecem durante a gameplay.

#### Pac-Man(1982)
Lançado em 1982, é um port do jogo anterior para o Atari 2600.

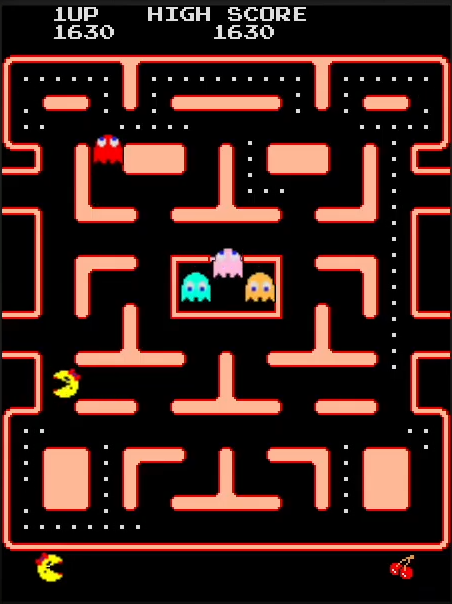
Gameplay de Ms. Pac-Man

#### Ms. Pac-Man(1982)

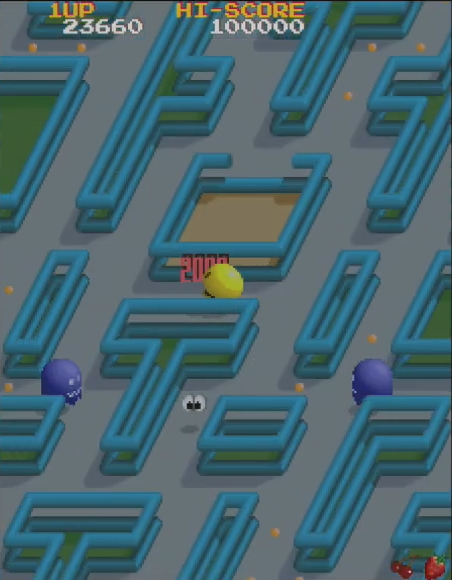
Gameplay de Pac-Mania

Lançado em 1982, apresenta a Ms. Pac-Man, um par romântico de Pac-Man. Assim como no jogo de 1980, ele apresenta as mesmas mecânicas, embora apresente um novo labirinto para jogar e itens aparecem durante a gameplay.

Gameplay de Pac-Man (Atari-2600)

#### Pac-Man World(1999)
Diferente dos outros jogos, este é em 3D. Controlando Pac-Man, o jogador deve completar cada um dos seis mundos do jogo para resgatar sua família e amigos, que estão presos pelos fantasmas em sua terra natal, Ghost Island. Os mundos consistem em quatro níveis cada (exceto o mundo Ruins, que tem três), que são concluídos ao chegar ao final de cada nível, às vezes exigindo que portas e caminhos especiais sejam abertos ao longo do caminho. O nível final de cada mundo tem um chefe que Pac-Man deve derrotar para progredir.

#### Pac-Man 256(2015)
Lançado em 2015, é baseado no famoso bug do ato 256 de Pac-Man (1980), onde o jogo para de renderizar e gera um grande bug.
Pac-Man 256 possui mecânicas diferentes dos outros jogos, onde o jogador precisa fugir do bug 256 e desviar de fantasmas bugados. Em 2024, um relançamento intitulado Pac-Man 256+.

#### Shadow Labyrinth(2025)
O jogo comemora o quadragésimo quinto aniversário da série Pac-Man. É um Metroidvania, o que diferencia ele do resto da franquia, a gente controla o "Swordsman No. 8", que é acompanhado de "PUCK", uma versão alternativa de Pac-Man.

## Jogos cancelados
- Count Pacula
- Pac-Man Ghost Zone
- Super GPS Pac-Man
- Ms. Pac-Man Maze Madness 2
- Pac-Man Adventures
- Super Pac-Man Pinball
- Pac-Man Carnival
- Pac-Man World (2010)

## Personagens

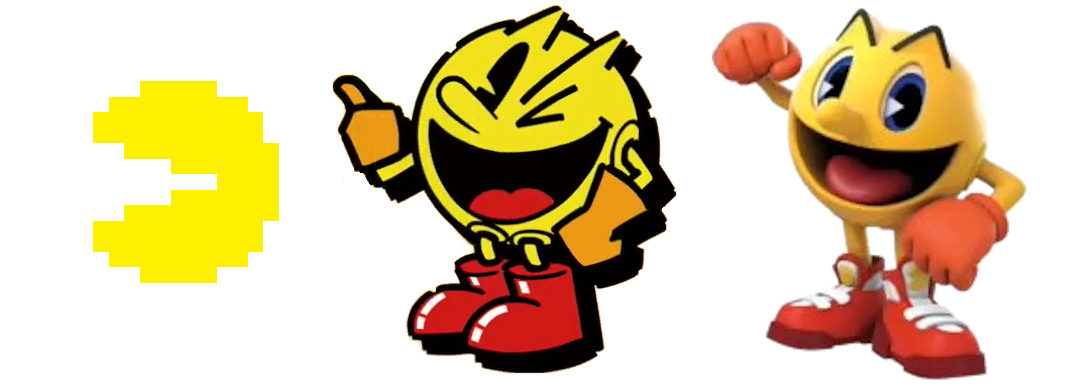
Da esquerda para a direita, Pac-Man em sua aparência mais conhecida (esfera com boca, em pixels), Pac-Man em sua aparência nos fliperamas e produtos, Pac-Man na série de televisão Pac-Man e as Aventuras Fantasmagóricas (2013).

### Pac-Man
Pac-Man é o protagonista da franquia, sua aparência muda dependendo da plataforma, na boa parte de suas adaptações fora dos jogos eletrônicos, ele usa botas vermelhas, nariz pontudo, sobrancelhas pontudas e luvas. Dentro dos jogos eletrônicos, incluindo sua primeira aparição, o personagem é apenas uma esfera com uma larga boca e dois olhos pretos de cartoon.

### Ms. Pac-Man
Ms. Pac-Man (atualmente conhecida como Pac-Mom, Pepper ou Pac-Girl) é conhecida como o par romântico de Pac-Man, além de ser mãe de Jr. Pac-Man e Baby Pac-Man. Ela foi apresentada no jogo Ms. Pac-Man (1982), sua última aparição foi nos jogos Pac-Man World Rally (2006), Super Smash Bros. Ultimate (2018, última vez nomeada como Ms. Pac-Man) e Pac-Man World Re-Pac (2022, como Pac-Mom).

#### Brigas judiciais pelos direitos autorais de Ms. Pac-Man (GCC vs. Namco/Midway)
Ela não é usada com frequência como antes pela Namco, por conta de direitos de uso da personagem serem praticamente pertencentes a General Computer Corporation (GCC), que foi a empresa desenvolvedora de Ms. Pac-Man (1982), consequentemente criadores da personagem. Vários processos entre GCC, Namco e Midway pelos direitos de uso da personagem aconteceram, embora nenhum deles realmente chegasse a algum lugar.
Para evitar problemas maiores, a Namco decidiu não utilizar mais a personagem, a substituindo por Pac-Mom. Assim como outros personagens criados pela GCC cujos direitos ainda os pertencem, como Pac-Boy (equivalente a Jr. Pac-Man) e Pac-Sis (equivalente a Baby Pac-Man).

### Fantasmas
- Blinky (ciano)
- Pinky (rosa)
- Inky (vermelho)
- Clyde (laranja)
- Sue (roxo)

## Em outras mídias

### Séries de Televisão
| Série                                  | Temporadas | Temporadas | Episódios | Originalmente exibida  | Originalmente exibida  | Originalmente exibida | Showrunner(s)          |
| Série                                  | Temporadas | Temporadas | Episódios | Primeira exibição      | Última exibição        | Rede                  | Showrunner(s)          |
| -------------------------------------- | ---------- | ---------- | --------- | ---------------------- | ---------------------- | --------------------- | ---------------------- |
| Pac-Man                                |            | 1          | 21        | 25 de setembro de 1982 | 18 de dezembro de 1982 | abc                   | Jeffrey Scott          |
| Pac-Man                                |            | 2          | 21        | 17 de setembro de 1983 | 5 de novembro de 1983  | abc                   | Jeffrey Scott          |
| Pac-Man e as Aventuras Fantasmagóricas |            | 1          | 26        | 15 de junho de 2013    | 9 de novembro de 2013  | Disney XD             | Matt Nix               |
| Pac-Man e as Aventuras Fantasmagóricas |            | 2          | 13        | 9 de junho de 2014     | 2 de dezembro de 2014  | Disney XD             | Matt Nix               |
| Pac-Man e as Aventuras Fantasmagóricas |            | 3          | 13        | 18 de maio de 2015     | 29 de maio de 2015     | Disney XD             | Tom Ruegger, Paul Rugg |

#### Pac-Man(1982-1983)
Um desenho animado de Pac-Man produzido pela Hanna-Barbera e exibido entre setembro de 1982 a novembro de 1983, possuiu duas temporadas e 42 episódios ao todo, além de um especial de natal.

#### Pac-Man e as Aventuras Fantasmagóricas(2013-2015)
Um desenho animado de Pac-Man exibido entre junho de 2013 a maio de 2015, possuiu três temporadas e 52 episódios ao todo.

#### Secret Level(2024)
Pac-Man é o personagem em destaque no episódio 6 de Secret Level, intitulado "Circle". O episódio é uma prequela do jogo eletrônico Shadow Labyrinth (2025).

### Filmes
Um filme live-action intitulado Pac-Man está em desenvolvimento desde 2022 produzido pela Wayfarer Studios e Lightbeam Entertainment em colaboração com a Bandai Namco Entertainment. Após acusações de assédio e difamação por parte de Blake Lively contra o ator e diretor Justin Baldoni, o diretor possivelmente não pode mais dirigir a produção. Baldoni havia sido definido para dirigir o projeto e produzir com Chuck Williams e Andrew Lazar da Wayfarer, com Christopher Yost para escrever o roteiro. Embora não se saiba se Baldoni deixou a produção, é possível que o filme tenha sido adiado.

#### Wreck-It Ralph(2012)
Pac-Man e os fantasmas fazem várias aparições cameos durante todo o filme.

#### Pixels(2015)
Pac-Man faz uma aparição no filme Pixels, de 2015, como um vilão. Além disso, Tōru Iwatani, criador de Pac-Man, aparece sendo interpretado por Denis Akiyama.

#### Kamen Rider Heisei Generations: Dr. Pac-Man vs. Ex-Aid & Ghost with Legend Riders(2016)
Pac-Man é o vilão do filme e um vírus de computador que invade o Japão criado pelo Dr. Pac-Man. O filme é um tokusatsu japonês parte da franquia Kamen Rider.

### Atrações
A área infantil dos parques da Six Flags Over Texas foi inaugurada originalmente em 1983 como Pac-Man Land. Hoje, o parque se chama Bugs Bunny Boomtown desde 2014, devido ao aparecimento de personagens dos Looney Tunes desde 1985. As atrações agora são baseadas em personagens dos Looney Tunes.

### Canções

#### Pac-Man Fever (1981)
Pac-Man Fever é um single de Buckner & Garcia lançado em 18 de dezembro de 1981 baseado no jogo lançado um ano antes.